# Exterminator
Exterminator (The Exterminator) è un film statunitense del 1980 diretto da James Glickenhaus. La pellicola narra le gesta di un moderno giustiziere che cerca vendetta dopo che il suo migliore amico viene brutalmente aggredito e reso invalido da una banda di teppisti.

## Trama
New York, Stati Uniti. John e Michael, reduci della guerra del Vietnam, dove hanno assistito ad esecuzioni efferate dei loro commilitoni, fanno ritorno a casa con l'intento di tornare alla vita modesta ma dignitosa. Michael, operaio presso una grossa distribuzione, viene barbaramente pestato da una banda di teppisti cubani e reso invalido. John decide di rimettere mano alle armi per vendicare l'amico e liberare le zone malfamate della città, ormai in mano a gruppi di delinquenti. Man mano che alcuni criminali, grandi e piccoli restano uccisi con esecuzioni efferate, inizia a circolare la voce che ci sia uno "sterminatore", un giustiziere solitario, evento che divide l'opinione pubblica tra ammiratori e detrattori. Il Detective James Dalt ha il compito di catturarlo ma Michael avrà la meglio, diffondendo a mezzo stampa un dossier che denuncia il disservizio della sicurezza nella "precedente amministrazione" (si era in tempi della presidenza di Ronald Reagan, per la vulgata americana icona di un pragmatismo energico).

## Produzione

### Riprese
Le riprese sono avvenute negli Stati Uniti e più precisamente: a New York per quanto riguarda l'ambientazione urbana, mentre le scene che riportano alla guerra in Vietnam sono state effettuate in California in località Indian Dunes presso la Contea di Ventura.

## Colonna sonora
La colonna sonora originale del film presenta brani eseguiti da diversi artisti. Tra questi il gruppo soul The Trammps, il cantautore country Roger Bowling, il sassofonista Stan Getz e Chip Taylor.

### Tracce
1. Roger Bowling – Heal It – 4:37
2. The Trammps – Disco Inferno – 3:44
3. Roger Bowling – Friday Night Fool – 3:09
4. Stan Getz – Kali-Au – 5:45
5. Chip Taylor – Theme for an American Hero – 4:04

## Promozione

### Slogan
"... un uomo spinto all'esasperazione" è lo slogan utilizzato per pubblicizzare il film all'epoca della sua programmazione nelle sale cinematografiche.

## Distribuzione
Il film è stato distribuito nelle sale cinematografiche italiane nel febbraio del 1981.

### Data di uscita
Le date di uscita internazionali nel corso degli anni sono state:
- 10 settembre 1980 negli USA (The Exterminator)[5]
- 20 febbraio 1981 in Italia[6]

### Edizioni home video
La pellicola in Italia è stata distribuita per il mercato home video su una videocassetta VHS della Warner Home Video (Cod. WIV 37220).

## Accoglienza

### Critica
- In un articolo pubblicato sul quotidiano Stampa Sera (all'epoca dell'uscita del film nelle sale cinematografiche) viene criticato il riproponimento di alcuni particolari già visti in altri film come Il cacciatore ed Il giustiziere della notte, ma al tempo stesso viene apprezzato il ritmo della pellicola ed anche alcuni effetti visivi.[7]
- La recensione dell'epoca presente sul quotidiano L'Unità, invece, ne critica fortemente la violenza e ancor di più la volontà di giustificarla a tutti i costi. Al tempo stesso non apprezza l'ipocrisia con la quale questa violenza viene mostrata, quasi a voler insegnare qualcosa: come se la vita in una grande città (per quanto dura possa essere), sia in qualche modo paragonabile all'assurdità di una guerra.[8]

## Sequel
- Dominator (Exterminator 2), regia di Mark Buntzman (1984)